# Depot von Prag-Zlíchov
Das Depot von Prag-Zlíchov (auch Hortfund von Prag-Zlíchov) ist ein Depotfund der frühbronzezeitlichen Aunjetitzer Kultur aus Zlíchov, einem Stadtteil von Prag, Tschechien. Es datiert in die Zeit zwischen 2000 und 1800 v. Chr. Das Depot befindet sich heute im Nationalmuseum in Prag.

## Fundgeschichte
Das Depot wurde erstmals 1891 erwähnt. Das Datum des Fundes und die genauen Fundumstände sind unbekannt. Die Fundstelle liegt am Osthang des Berges Hradiště Devín. Es handelt sich um einen von zahlreichen Depotfunden aus dem Stadtgebiet von Prag.

## Zusammensetzung
Das Depot besteht aus zwei bronzenen Ringen aus doppeltem Draht. Die Enden sind eingerollt und zugespitzt. Ein Exemplar ist neuzeitlich zerbrochen und verformt.